# Другий шанс
Другий шанс — драма 2006 року.

## Сюжет
Здається, що ті, хто вже серйозно оступилися одного разу і відбувають термін у виправній установі, приречені, але життя може надати ще один шанс? Особливо якщо є людина, здатна допомогти. Чи допоможуть футбол і командний дух його вихованцям повернути почуття власної гідності і встати на шлях виправлення?